# Ixora nimbana
Ixora nimbana là một loài thực vật có hoa trong họ Thiến thảo. Loài này được Schnell mô tả khoa học đầu tiên năm 1950.